# Praxítea (filla del Cefis)
Segons la mitologia grega, Praxítea (en grec Πραξιθέα), va ser una nimfa, filla del déu-riu Cefís o, segons altres, de Fràsim i Diogènia, que era filla de Cefís.
Es casà amb Erecteu, amb el qual tingué diversos fills. Entre els barons, Cècrops, Pandor, Mecíon, i segons alguns, a més, Alcó, Orneu, Tespi i Eupàlam. Entre les noies hi havia Protogènia, Pandora, Procris, Creüsa, Ctònia, Oritia i Mèrope.
En l'antiguitat era considerada un exemple de patriotisme, ja que va consentir el sacrifici de les seues filles per assegurar la victòria d'Atenes sobre Eleusis, tal com havia demanat l'oracle de Delfos.